# Ига Свјонтек
Ига Наталија Свјонтек (Варшава, 31. маја 2001), пољска је тенисерка.
Тренутно заузима прво место на ВТА листи у појединачној конкуренцији, а такође је и најмлађа међу десет најбоље пласираних. На гренд слем турнирима први велики резултат је остварила 2020. године када је освојила Ролан Гарос, у финалу победивши Софију Кенин из САД, што јој је уједно била и прва титула у каријери. Тиме је постала први представник Пољске који је освојио гренд слем титулу. Најслабије је рангирана тенисерка која је освојила Ролан Гарос, те је постала прва од Жистин Енен која је 2007. освојила Отворено првенство Француске без изгубљеног сета. Поред тога, најмлађи је освајач Ролан Гароса још од Рафаела Надала, који је први пут освојио турнир 2005, те најмлађа гренд слем шампионка од Марије Шарапове. По други пут је освојила Роланд Гарос 2022.
Постала је прва тенисерка на ВТА листи 4. априла 2022. године, након што се Ешли Барти пензионисала. Тренутно има низ од 6 освојених турнира и 35 победа.

## Финала гренд слем турнира (4)

### Појединачно (4−0)
| Исход  | Година | Турнир                 | Противница у финалу | Резултат      |
| Победа | 2020   | Ролан Гарос            | Софија Кенин        | 6:4, 6:1      |
| Победа | 2022   | Ролан Гарос            | Коко Гоф            | 6:1, 6:3      |
| Победа | 2022   | Отворено првенство САД | Унс Џабир           | 6:2, 7:6(5)   |
| Победа | 2023   | Ролан Гарос            | Каролина Мухова     | 6:2, 5:7, 6:4 |
| Победа | 2024   | Ролан Гарос            | Жасмин Паолини      | 6:2, 6:1      |